# Band-Maid
Band-Maid je japanski hard rock sastav osnovan 2013. u Tokiju.

## Diskografija
Studijski albumi
- 2014. – Maid in Japan
- 2015. – New Beginning
- 2016. – Brand New Maid
- 2017. – Just Bring It
- 2018. – World Domination
- 2019. – Conqueror
- 2021. – Unseen World
- 2024. – Epic Narratives

EP-ovi
- 2019. – Band-Maiko
- 2022. – Unleash

Singlovi
- 2014. – "Ai to Jōnetsu no Matador"
- 2016. – "YOLO"
- 2017. – "Daydreaming/Choose Me"
- 2018. – "Start Over"
- 2019. – "Glory"
- 2019. – "Bubble"
- 2020. – "Different"
- 2021. – "Sense"

## Vanjske poveznice
- Službena web stranica